# 高洽
高洽（542年—554年），字敬延，勃海郡蓨县（今河北省衡水市景县）人，追尊齐神武帝高欢第十五子，封汉阳王。

## 生平
天保元年六月癸未（550年7月4日），其兄文宣帝高洋封他为汉阳王。天保五年（554年），高洽薨逝，谥號「敬怀」，年十三岁。乾明元年（560年），赠太保、司空。无子，初以长广王高湛庶长子高绰继嗣袭爵，后改以任城王高湝第二子高建德為後嗣。

## 延伸阅读
[在维基数据编辑]
 《北齊書·卷10》，出自李百药《北齊書》